# Stanisław Lubomirski (1704-1793)
Ne doit pas être confondu avec Stanisław Lubomirski (1583-1649), Stanisław Lubomirski (1722-1782) ou Stanisław Herakliusz Lubomirski.
Stanisław Lubomirski (1704-1793), prince polonais de la famille Lubomirski, voïvode de Bratslav
(1764-1772) et de Kiev (1772-1785)[pas clair]

## Biographie
Stanisław Lubomirski est le fils de Jerzy Aleksander Lubomirski et de Joanna von Starzhausen. En 1738 il se partageait avec son frère Stephen les possessions de son père.
Il possède de vastes domaines, composés de 31 villes et 738 villages, qui lui assurent un revenu annuel d'environ 2 920 000 zł, en 1763 il se faisait construire le Palais Lubomirski à Lviv.
En 1744 il devint chevalier de l'Ordre de l'Aigle blanc puis Ordre de Saint-Stanislas en 1766 et 1764 voïvoide de Bratslaw jusqu'en 1772, puis voïvode de Kiev de 1772 à 1785.

## Mariage et descendance

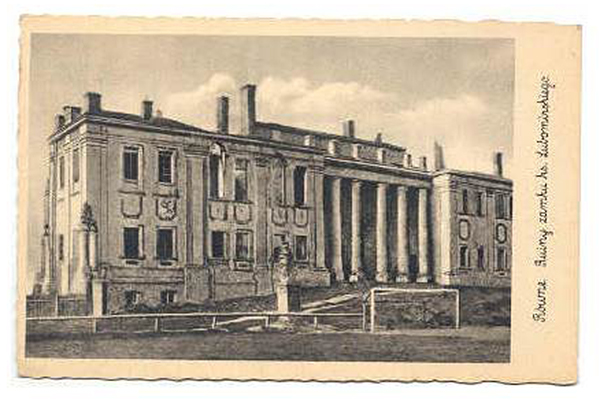
Palais Lubomirski de Rivne.

Il épouse Ludwika Honorata Pociej, fille d'Antoni Pociej qui lui donne pour enfants :
- Franciszek Ksawery Lubomirski (1747–1819)
- Rozalia Lubomirska
- Marianna Lubomirska
- Ludwika Lubomirska (en) (morte en 1829)
- Józef Aleksander Lubomirski (1751–1817)
- Aleksander Lubomirski (1751-1804)
- Michał Lubomirski (1752-1825)

## Sources
- (en) Cet article est partiellement ou en totalité issu de l’article de Wikipédia en anglais intitulé « Stanisław Lubomirski (1704-1793) » (voir la liste des auteurs).

- (pl) Cet article est partiellement ou en totalité issu de l’article de Wikipédia en polonais intitulé « Stanisław Lubomirski (wojewoda kijowski) » (voir la liste des auteurs).